# Таджицький Аграрний університет
Таджицький Аграрний університет — аграрний університет, вищий навчальний заклад у столиці Таджикистану місті Душанбе.

## З історії та сьогодення університету
Таджицький сільсько-господарський (аграрний) вищий навчальний заклад заснований у Ленінабаді (нині Худжанд) у 1931 році як Таджицький державний сільськогосподарський інститут. 
Від 1944 року заклад міститься в Душанбе. 
Станом на 2004 рік у Таджицькому Аграрному університеті навчалось 5 тисяч студентів, викладацький корпус становив 400 осіб. Ректором вишу є А. Ф. Салімов.

## Структура університету
У Таджицькому Аграрному університеті ведеться навчання за 19 спеціальностями.
До структури університету входять 11 факультетів:
- агрономічний факультет;
- факультет плодоовочівництва;
- факультет виноградарства і сільськогосподарської біотехнології;
- зооінженерний факультет;
- ветеринарний факультет;
- гідромеліоративний факультет;
- факультет механізації сільського господарства;
- економічний факультет;
- факультет агробізнесу;
- заочний факультет;
- факультет іноземних студентів.